# Prato megye
Prato megye Olaszország Toszkána régiójának egyik megyéje. Székhelye Prato.

## Fekvése
Prato megye Bolonya városa, Metropolitan City of Florence, Pistoia, Bologna és Firenze megyékkel határos.

## Községek(comuni)
- Cantagallo
- Carmignano
- Montemurlo
- Poggio a Caiano
- Prato
- Vaiano
- Vernio